# Heteromys oasicus
Heteromys oasicus är en gnagare i släktet skogstaggspringmöss som förekommer endemisk på halvön Paraguaná i Venezuela. Artepitet i det vetenskapliga namnet är bildat av det grekiska ordet oasis som betyder frodigt område i öknen.

## Utbredning
Utbredningsområdet är två kullar på halvön Paraguaná varav den ena är 550 meter hög. Habitatet utgörs av molnskogar med främst städsegrön växtlighet. På en av kullarna dominerar ananasväxter av släktet Bromelia. Gnagaren vistas nära vattendrag. Längre bort från kullarna är landskapet på halvön allmänt torrt.

## Utseende och ekologi
Exemplaret som användes för artens vetenskapliga beskrivning (holotyp) är 22,7 cm lång, inklusive en 12,0 cm lång svans. Det har 2,9 cm långa bakfötter, en vikt av 50,5 g och 1,8 cm stora öron. Djuret är så en av de minsta medlemmarna i släktet skogstaggspringmöss. I den ljusa och spräckliga pälsen på ovansidan är flera smala taggar inblandade och det finns en tydlig gräns mot den helt vita undersidan. Heteromys oasicus har ljusbruna öron och på de vita främre extremiteterna kan det finnas enstaka bruna hår.
Arten avviker från andra släktmedlemmar i detaljer av kraniet och tänderna. Ännu större differenser finns mot släktet grästaggspringmöss (Liomys).
Fällorna som användes för att fånga individer hade havrekakor och sardiner som agn.

## Status
Beståndet påverkas negativ av betande getter som förändrar landskapet. Vid ett ställe etableras en gruva. IUCN listar arten som starkt hotad (EN).